# 杂色杜鹃
杂色杜鹃（学名：Rhododendron eclecteum），为杜鹃花科杜鹃花属下的一个植物变种。